# Domart-en-Ponthieu
Domart-en-Ponthieu è un comune francese di 1 187 abitanti situato nel dipartimento della Somme nella regione dell'Alta Francia.

## Società

### Evoluzione demografica
Abitanti censiti